# Audaz (1898)
El Audaz fue un destructor de la  clase Furor de la Armada española.

## Diseño
El Audaz fue construido en el Reino Unido por los astilleros Clydebank Engineering & Shipbuilding Co. en 1896. Tenía tres chimeneas y figuraba en la Lista Oficial de Buques de la Armada (LOBA) como un destructor de buques torpederos, diseñado para proteger buques mayores contra los ataques de los torpederos, pero también para atacar a buques mayores con sus propios torpedos.

## Historial
Sufrió diversos retrasos durante su construcción, y no fue entregado a la Armada Española hasta poco antes del inicio de la Guerra Hispano-Estadounidense, lo que le impidió incorporarse a tiempo a la Primera División de Torpederos y dirigirse a Cuba. Este incumplimiento de los plazos acordados dio lugar a un pleito ante los tribunales británicos. El juicio se prolongó hasta el 17 de noviembre de 1904, día en que se sentenció a la compañía británica a pagar 67.500 libras y los intereses anuales de dicha cantidad, al 5% desde el 2 de enero de 1901
Una vez entregado por su constructor, el 24 de marzo de 1898, el destructor fue sorprendido durante su viaje desde Escocia hasta España por un fuerte temporal que le produjo diversas averías en su proa, la cual quedó doblada hacia babor. Tras unas reparaciones de emergencia en el puerto de Waterford, volvió a emprender viaje con rumbo a Ferrol.
Durante la guerra, el Audaz se integró en la Escuadra de Reserva del almirante Manuel de la Cámara. A comienzos de junio, con el grueso de la escuadra estadounidense bloqueando a la escuadra de Pascual Cervera y Topete en Santiago de Cuba, el ministro de Marina, Auñón, planeó un contraataque. En las instrucciones enviadas al almirante Cámara el 27 de mayo, se proponía que la escuadra partiera hacia Las Palmas, dividiéndose allí en tres divisiones. El Audaz quedaría integrado en la segunda división al mando del capitán de navío José Ferrándiz y Niño, compuesta además por el acorazado Pelayo, el acorazado guardacostas Vitoria y los destructores Osado y Proserpina. Debido a la corta autonomía de los integrantes de esta división, no haría más que una finta, navegando diez o doce días con rumbo al Mar Caribe, antes de volver a aguas de la península, donde quedaría a la defensiva, junto con el crucero protegido Alfonso XIII, torpederos, cañoneros y algunas otras unidades menores. Finalmente este plan quedaría desechado debido a las presiones británicas, que pretendían evitar que el conflicto se extendiese a todo el Atlántico.
En la madrugada del 16 de junio de 1898 zarpó desde la bahía de Cádiz junto con el resto de la Escuadra de Reserva con rumbo a las Filipinas a través del Canal de Suez. El destructor Audaz queda integrado junto con el Osado y el Proserpina en el Grupo B, al mando del capitán de navío José Ferrándiz y Niño. El 27 de junio la Escuadra llegó a Puerto Saíd. El destructor Audaz y sus gemelos habían realizado el viaje remolcados por los cruceros auxiliares Patriota, Rápido y Buenos Aires. El 3 de julio llega a la Escuadra la orden de que los tres destructores regresen a Mahón. Parten el 4 de julio y arriban a la ciudad balear el 13 de julio tras hacer escala en Mesina.
Durante varios años tomó parte activa en las operaciones en la costa del Marruecos español hasta que en 1922 fue incorporado a la nueva División Naval de Aeronáutica como buque auxiliar y de apoyo, puesto en el que permaneció hasta enero de 1924, en que pasó a Cartagena para proceder a su desarme. Fue dado de baja el 6 de junio siguiente y fue vendido para desguace.

### Buques de la clase
- Furor
- Plutón
- Terror
- Osado
- Proserpina

### Listas relacionadas
- Anexo:Destructores de España